# Мадлин Клајн
Мадлин Рене Клајн (енгл. Madelyn Renee Cline; Гус Крик, 21. децембар 1997) америчка је глумица и манекенка. Истакла се улогом Саре Камерон у серији Спољне обале (2020—данас) и Виски филму Нож у леђа: Стаклени лук (2021).

## Биографија
Рођена је 21. децембра 1997. године у Гус Крику, у близини Чарлстона. Накратко је похађала Универзитет Коустал Каролина, али је одустала и преселила се у Лос Анђелес да би се бавила глумом.
У јуну 2020. објавила је вест да је у вези с колегом из серије Спољне обале, Чејсом Стоуксом. У октобру 2021. објавили су раскид. Од септембра 2023. у вези је с Питом Дејвидсоном.

## Филмографија
| Улоге на филму |                                  |               |                |          |
| Година         | Српски назив                     | Изворни назив | Улога          | Напомена |
| 2022.          | Нож у леђа: Стаклени лук         |               | Виски          |          |
| 2025.          | Знам шта сте радили прошлог лета |               | Даница Ричардс |          |

| Улоге на телевизији |                |               |              |              |
| Година              | Српски назив   | Изворни назив | Улога        | Напомена     |
| 2017.               | Првобитни      |               | Џесика       | 3 епизоде    |
| 2017.               | Чудније ствари |               | Тина         | 2 епизоде    |
| 2020—данас          | Спољне обале   |               | Сара Камерон | главна улога |